# Klementina Golija
Klementina Golija, slovenska slikarka in grafičarka, * 26. marec 1966, Jesenice.

## Študij
Diplomirala je leta 1990 na Accademiji di Belle Arti di Brera v Milanu, na oddelku za slikarstvo pri prof. Glaucu Baruzziju in Giuseppeju Maraniellu. Podiplomski študij grafike je zaključila na Akademiji za likovno umetnost v Ljubljani pri prof.Lojzetu Logarju leta 1993, podiplomski študij slikarstva pa pri prof. Gustavu Gnamušu leta 1995.
Študijsko se je izpopolnjevala v Bostonu, New Yorku in Parizu. Živi in ustvarja v Kranju.

## Umetnost
Kompleksna slikovno tehnična sredstva, ki jih uporablja Klementina Golija, ko na eni sliki povezuje linearno grafiko, kolaž, slikarstvo in fotografijo, kažejo, da tradicionalno umetnostno zgodovinsko razlikovanje zvrsti ne deluje več. Vprašanje ali sta motiv in slikarstvo enakovredna, se spričo slikarskega duktusa njenih slik komajda zastavlja. Slike Klementine Golija se formulirajo v izmeničnem učinkovanju med avtonomnim čistim slikarstvom in stimulacijo z motivom enako kot tudi z iz tega izhajajočim nasprotjem med grafičnimi in slikarskimi oblikami. V obliki, ki je med skorajda krajinsko resničnostjo in čisto abstraktnim slikovnim jezikom, Golijeva skuša raziskovati različna vzdušja emocionalnega razpoloženja, ki jih transformira v svoje slikarstvo. (Silvie Aigner)
Slikarska govorica Klementine Golija je opredeljena s skrajno intimno konotacijo: v oblikotvornem smislu je presegla veristično odslikovanje konkretnega predmetnega izziva in, nasprotno, s skrajno izčiščenimi formami izoblikovala subjektivno abstraktno izpoved. Le posamični liki ali detajli, ki pa so močno stilizirani v avtorsko določljive metafore, dovoljujejo asociacije na najbolj vsakdanji predmetni svet kot nikoli dokončno dorečeni ustvarjalni in izpovedni navdih. Na slikovni površini se odigrava spontana infantilna igra črt, form in kolažiranih aplikacij, ki se v dialogu z izbranimi barvnimi vrednostmi in posebno svetlobno atmosfero dokončno sublimirajo v avtorsko določljivo slikarsko poetiko. Slike Klementine Golija so vedno skrivnostno dražljive, saj gledalcu ob estetskih užitkih dopuščajo še različna razpoloženjsko-emocionalna stanja, prav tako pa tudi racionalna iskanja pomenov in vsebin ter posledično angažiranje v razmišljanje. (Nives Marvin)

### Samostojne razstave
- 1987 Galerija Kavka (Kranj)
- 1988 Galleria Costa Rei, skupaj s Francescom Santorom (Muravera)
- 1990 Galerija Avsenik (Begunje na Gorenjskem), Prešernova hiša (Kranj)
- 1991 Koncertni atelje DSS (Ljubljana), Groharjeva galerija (Sorica), Galerija Kavka (Kranj)
- 1992 Groharjeva galerija (Škofja Loka), Galerija KUD France Prešeren (Ljubljana), Galerija Mini art (Črnomelj), Galerija Ars (Ljubljana), Galerija v Mestni hiši (Kranj), Medijske toplice (Izlake)
- 1993 S.A.M: Hotel (Tržič), Astorijini umetniški večeri (Bled), Galerija La Roggia, skupaj s Klavdijem Tutto (Pordenone), Galerija Šivčeva hiša (Radovljica), Galerija ZDSLU (Ljubljana), Galerija Šikoronja, skupaj s Klavdijem Tutto (Rožek), Art gallery 90 (Ronke)
- 1994 Galerija Meduza (Piran), Galerija Šenk (Kranj)
- 1995 Kulturni center Ivan Napotnik (Velenje), Bežigrajska galerija (Ljubljana), Likovno razstavišče (Domžale), Cité Internationale des Arts, skupaj s Klavdijem Tutto (Pariz), Galerija CTU (Ljubljana)
- 1996 Galerija Duka, skupaj z Mojco Smerdu) (Vipava), Ministrstvo za gospodarske dejavnosti, skupaj s Klavdijem Tutoo (Ljubljana), Atrij ZZZS, skupaj s Klavdijem Tutto (Ljubljana)
- 1997 Galerija Paviljon NOB (Tržič), Galerija Krka (Novo mesto), Kulturni center Srečko Kosovel (Sežana), Galleria Ars (Gorica)
- 1998 Galerija Sava (Kranj), Razstavišče Gorenje (Velenje), Galerija N. Kolar (Slovenj Gradec), Galerie transparent (Lipnica), Inštitut Jožef Štefan (Ljubljana), Galerija Danffos (Črnomelj), Stebriščna dvorana v Mestni hiši (Kranj)
- 1999 Mestna galerija (Nova Gorica), Šmartinski kulturni dom (Stražišče pri Kranju), Palais Palffy (Dunaj)
- 2000 Galerija Roman Petrović (Sarajevo), Galerija Zenica (Zenica), Galerija Desiree Lieven (Madrid), Galerija C.S.C. El Solo (Ayuntamiento de Mostoles), Sala de exposiciones de la Casa Consistonal (Madrid), Café le Palma (Madrid), Galerija Krka (Ljubljana)
- 2001 Galerija Geoplin (Ljubljana), Galerija Elektra (Kranj), Galerija Krka (Strunjan), Galerija MIK (Celje), Galerija Iskrateling (Kranj), Poslovna stavba Ržišnik Perc (Šenčur pri Kranju)
- 2002 Slovenski kulturni center Korotan (Dunaj), Galerija Lek (Ljubljana), Mestni muzej Idrija (Idrija), Galerija Prešernove hiše (Kranj), Galerija v Mestni hiši (Kranj), Mala galerija (Kranj)
- 2003 Galerija Gorenje (Velenje), Galerija Kulturnica (Velenje), Art kavarna Piramida (Maribor), Poslovni center Hit (Nova Gorica), Galerija MMM Art - Ščurek (Medana)
- 2004 Galerija Meduza (Koper), Kosova graščina (Jesenice),
- 2005 Galerija Zavarovalnice Triglav (Kranj), Galerija Vprega - Vorspann (Železna Kapla), Galerija Radman (Kranjska gora), Galerija Šivčeva hiša, skupaj z Wolfgangom Walkensteinerjem (Radovljica), Galerija SZI, skupaj s Klavdijem Tutto (Dunaj)
- 2006 Galerija Mestne občine Kranj (Kranj), Galerija Sudhaus (Pliberk)

### Nagrade in priznanja
- 1991 VI. mednarodni ex-tempore Rogaška Slatina - odkupna nagrada; XXVI. mednarodni ex-tempore Piran 91 - odkupna nagrada
- 1992 1. ex-tempore Kranj 1992 - 3. nagrada Občine Kranj; Majski salon ZDSLU Ljubljana - nagrada; VII. mednarodni ex-tempore Rogaška Slatina 92 - odkupna nagrada; XXVII. mednarodni ex-tempore Piran 92 - odkupna nagrada; 2. bienale slovenske grafike Otočec - odkup za Fonds National d΄Art Contemporain Pariz
- 1993 Mini Prix Lucas Vila Bled - odkupna nagrada
- 1994 Mednarodni ex-tempore Piran 94 - odkupna nagrada
- 1996 Mednarodni ex-tempore Piran 96 - odkupna nagrada
- 1997 Concorso Internazionale di Scultura e Grafica Trst - 3. nagrada
- 2000 Majski salon Ljubljana
- 2001 Ex-tempore Avsenik - 1. nagrada strokovne žirije